# Jerome Jordan
Jerome Adolphus Jordan (Kingston, 29 de septiembre de 1986) es un jugador de baloncesto jamaicano que pertenece al Club Atlético Peñarol de la Liga Nacional de Básquet de Argentina. Mide 2,13 metros de estatura, y juega en la posición de pívot.

## Trayectoria deportiva

### Universidad
Jugó durante cuatro temporadas con los Golden Hurricane de la Universidad de Tulsa, en las que promedió 15,4 puntos, 9,1 rebotes y 2,3 tapones por partido. En sus tres últimas temporadas ha sido incluido en el mejor quinteto defensivo de la Conference USA, y en las dos últimas en el absoluto. Es el único jugador de la historia de la conferencia en conseguir al menos 800 rebotes y 300 tapones, y tiene el récord histórico de los Golden Hurricane en este último apartado, con 333.

### Profesional
Fue elegido en la cuadragésimo cuarta posición del Draft de la NBA de 2010 por Milwaukee Bucks, pero sus derechos fueron traspasados a New York Knicks un mes después. Tras jugar las ligas de verano y no encontrar plaza en el equipo, decidió seguir su carrera en el KK Hemofarm de la liga serbia, donde en su primera temporada promedió 9,6 puntos y 4,7 rebotes por partido.
El 11 de julio de 2012, fue traspasado a Houston Rockets junto con Toney Douglas y Josh Harrellson y dos futuras elecciones de segunda ronda de draft a cambio de Marcus Camby.
En septiembre de 2013, fichó por el Virtus Bolonia de la liga italiana.
En julio de 2014, se unió a Los Angeles Lakers para la NBA Summer League. El 11 de septiembre de 2014, firmó un contrato para jugar con los Brooklyn Nets, donde jugó una temporada.
El 11 de octubre de 2015 firmó un contrato con los New Orleans Pelicans, pero fue cortado el 16 de ese mismo mes.
Ya en la 2015-16, tras un breve paso por los New Orleans Pelicans de la NBA firma por el Jiangsu Monkey King de la liga china (diciembre de 2015-febrero de 2016, 19 partidos, 21.2 puntos, 9.4 rebotes, 1.9 tapones). En febrero de 2016 ficha por el CB Sevilla, en sustitución de Cedric Simmons, que fue descartado en el reconocimiento médico, y no llegó a debutar en el equipo sevillano.
Tras un breve paso en 2016 por el Betis Energía Plus, el 31 de octubre se anunció su fichaje por el Joventut Badalona.
[actualizar]
Durante la temporada 2019-20, jugó en el Real Betis Baloncesto de la Liga Endesa, con el que disputó seis partidos promediando 7,5 puntos y 5,2 rebotes en 20 minutos.
En diciembre de 2020, regresa al Real Betis Baloncesto de la Liga Endesa, hasta el final de la temporada. Durante la temporada 2020-21 promedia la cifra de 5,5 puntos y 4 rebotes por partido.
En junio de 2021, firma por el Rizing Zephyr Fukuoka de la B.League japonesa.
El 27 de enero de 2023, se anuncia su incorporación al Club Atlético Peñarol de Mar del Plata de la Liga Nacional de Básquet de Argentina.

## Estadísticas de su carrera en la NBA

### Temporada regular
| Año     | Equipo   | PJ | PT | MPP | %TC  | %3P  | %TL  | RPP | APP | ROB | TPP | PPP |
| ------- | -------- | -- | -- | --- | ---- | ---- | ---- | --- | --- | --- | --- | --- |
| 2011-12 | New York | 21 | 0  | 5.1 | .515 | .000 | .800 | 1.3 | .2  | .0  | .3  | 2.0 |
| 2014-15 | Brooklyn | 44 | 0  | 8.7 | .532 | .000 | .864 | 2.4 | .3  | .2  | .3  | 3.1 |
| Total   | Total    | 65 | 0  | 7.6 | .528 | .000 | .852 | 2.0 | .3  | .1  | .3  | 2.8 |

### Playoffs
| Año   | Equipo   | PJ | PT | MPP | %TC  | %3P  | %TL  | RPP | APP | ROB | TPP | PPP |
| ----- | -------- | -- | -- | --- | ---- | ---- | ---- | --- | --- | --- | --- | --- |
| 2012  | New York | 1  | 0  | 4.0 | .500 | .000 | .000 | 2.0 | .0  | .0  | .0  | 2.0 |
| 2015  | Brooklyn | 1  | 0  | 5.0 | .000 | .000 | .000 | 2.0 | .0  | .0  | .0  | .0  |
| Total | Total    | 2  | 0  | 4.5 | .250 | .000 | .000 | 2.0 | .0  | .0  | .0  | 1.0 |